# Fricativa lateral alveolar sonora
La fricativa lateral alveolar sonora es un tipo de sonido consonántico, utilizado en algunas lenguas habladas. El símbolo en el alfabeto fonético internacional que representa las fricativas laterales dentales, alveolares, y postalveolares es ⟨ɮ⟩, y el símbolo X-SAMPA equivalente es K \.

## Características
- Su forma de articulación es fricativa, lo que significa que se produce al dirigir el flujo de aire a través de un canal estrecho en el lugar de articulación, causando turbulencia.
- Su lugar de articulación es alveolar, lo que significa que se articula con la punta o con la hoja (lámina) de la lengua (según sea apical o laminal) en la cresta alveolar.
- Es sonora, lo que significa que las cuerdas vocales vibran durante la articulación.
- Es una consonante oral, lo que significa que al aire se le permite escapar solo por la boca.
- Es una consonante lateral, lo que significa que se produce al dirigir la corriente por los lados de la lengua.
- El mecanismo de la corriente de aire es pulmonar, lo que significa que se articula empujando el aire únicamente con los pulmones y el diafragma, como en la mayoría de los sonidos.

## Aparición en distintas lenguas
Dental o denti-alveolar
- Amis (acento Kangko): [ejemplo requerido] ɮ̪͆ interdental

Alveolar
- Adigué: къалэ [qaːɮa] ciudad
- Circasiano: блы [bɮə] siete
- Mongol: долоо [tɔɮɔ:] siete
- Sassarés: a caldhu [ˈkaɮu] caliente
- Zulú: indlala [ínˈɮàlà] hambriento

- Datos: Q1057318